# Wilhelm Detmer
Wilhelm Detmer, född 1850, död 1930, var en tysk kemist och växtfysiolog. 
Detmer studerade särskilt agrikulturkemi, tog 1871 doktorsgraden i Leipzig, blev 1875 privatdocent i Jena och 1879 e.o. professor. 
Hans viktigaste arbeten är Naturwissenschaftliche Grundlagen der Bodenkunde (1876), Vergleichende Physiologie des Keimungsprocesses (1880), Lehrbuch der Pflanzenphysiologie (1883) och Pflanzenphysiologisches Praktikum (1887), en anvisning till växtfysiologiska demonstrationsförsök som utkom i flera upplagor och även översattes till andra språk.